# Émile Sauret

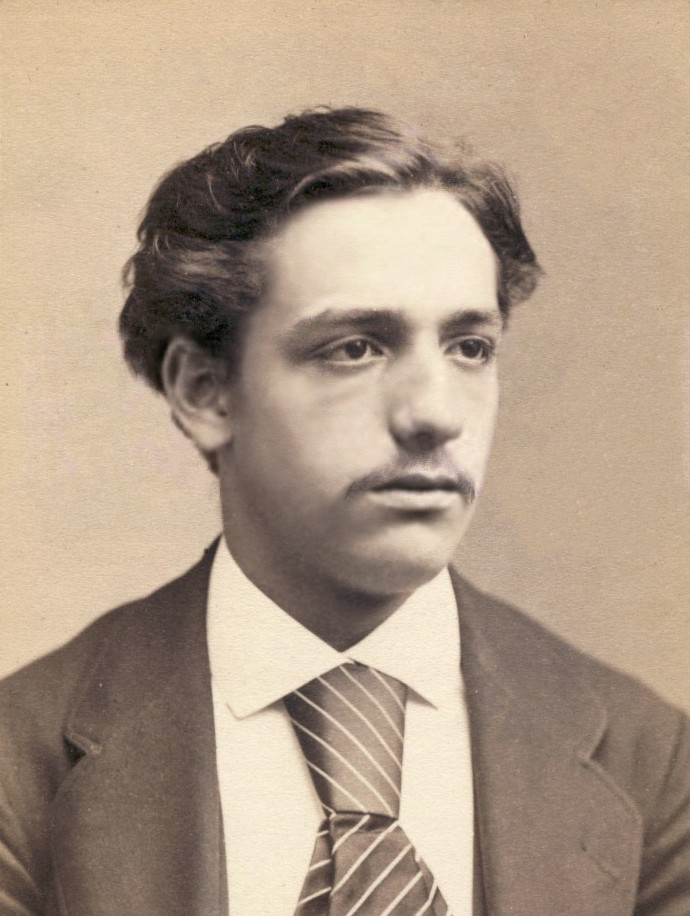
Émile Sauret

Émile Sauret (Dun-le-Roi, 22 mei 1852 - Londen 12 februari 1920) was een Franse violist en componist.
Sauret toonde al op jonge leeftijd zijn muzikale talent. Als jongetje van acht maakte hij al een Europese concertreis. Hij studeerde in die periode aan het conservatorium van Straatsburg. Naderhand kreeg hij les van de Belgische vioolvirtuoos Charles de Bériot en van diens landgenoot Henri Vieuxtemps. Met name de tijd bij Vieuxtemps zou hij als zijn belangrijkste leerschool beschouwen en hij refereerde aan de violist en componist als aan zijn vereerde meester.
Na zijn vioolstudies schreef Sauret zich in aan het conservatorium van Leipzig, waar hij compositie studeerde bij Salomon Jadassohn. 
Een nieuwe concertreis door Europa volgde. Sauret trad met veel succes op in Zweden, Denemarken, Duitsland en Portugal, met solorecitals en optredens met orkest. In Duitsland speelde hij tijdens zijn debuut het vioolconcert van Mendelssohn. Door deze reizen en de virtuositeit die hij in zijn spel legde, trok hij de aandacht van Paganini, die naar hem kwam luisteren en diep onder de indruk bleek. Ook Liszt kwam luisteren en was zo geraakt door Saurets vioolspel, dat hij de jonge Fransman in 1872 aan de piano begeleidde tijdens diens eerste Amerikaanse tournee. Zijn succes was zo groot, dat hij later nogmaals door de Verenigde Staten toerde en in 1896, tijdens het eerste seizoen van het Chicago Symphony Orchestra daar Mendelssohns vioolconcert uitvoerde.
Als violist beheerste hij een groot repertoire. Naar eigen zeggen speelde hij zo'n zeventig vioolconcerten en circa vierhonderd andere werken.
Naast zijn carrière als violist ontwikkelde Sauret zich als pedagoog. Hij trad toe tot de door Theodor Kullak opgerichte Neue Akademie der Tonkunst in Berlijn en werd in 1879 docent aan de Berliner Musikschule (het Stern'sches Konservatorium). In 1890 werd hij docent viool aan de Royal Academy of Music in Londen, als opvolger van Prosper Sainton. 
In 1873 trouwde hij de Venezolaanse pianiste Teresa Carreño. Het paar kreeg een dochter, maar, wellicht door beider concertcarrières, hield het huwelijk geen stand.

## Werken
Sauret schreef vrijwel alleen muziek voor de viool. 
Van zijn circa honderd composities kunnen een Vioolconcert in G gr.t., een Ballade voor viool en orkest, een Serenade in g kl.t. voor viool en orkest en een Légende voor viool en orkest worden genoemd.
Veel van zijn werken waren voor eigen gebruik bedoeld. Hij schreef talrijke virtuoze stukken in een behoudende, welluidende romantische stijl. Hieronder een Scherzo Fantastique, Souvenir de Los Angeles, Caprice, Souvenirs d'Orient en Scènes Villageoises.
Naast zijn composities schreef Sauret een Gradus ad Parnassuin du violoniste (1894).
- Bibsys: 16569
- Biblioteca Nacional de España: XX1591405
- Bibliothèque nationale de France: cb149955074 (data)
- Gemeinsame Normdatei: 117019682
- International Standard Name Identifier: 0000 0001 0863 6036
- Library of Congress Control Number: n81075560
- Nationale Bibliotheek van Letland: 000080017
- MusicBrainz: d60da799-28ba-4acb-9586-27aea9823ea4
- Nationale Bibliotheek van Tsjechië: mzk2010589794
- Nationale Bibliotheek van Israël: 987007267650005171
- Nationale Bibliotheek van Polen: a0000002672190
- Nederlandse Thesaurus van Auteursnamen: 286870886
- SNAC: w6vt1qv4
- Système universitaire de documentation: 163508704
- Virtual International Authority File: 2744815
- WorldCat: E39PBJhXdfHDW4FPC99RTFhT73